# 二氰合金(I)酸铊(I)
二氰合金(I)酸铊(I)是一种配位化合物，化学式为Tl[Au(CN)2]。它可由氰化亚铊和氰化亚金在煮沸的水溶液中反应得到，或由硫酸亚铊（或硝酸亚铊）和氰亚金酸钾的复分解反应制得。其分子存在Tl-Au相互作用。